# Leptothorax paraxenus
Leptothorax paraxenus är en myrart som beskrevs av Jürgen Heinze och Alloway 1992. Leptothorax paraxenus ingår i släktet smalmyror, och familjen myror. Inga underarter finns listade i Catalogue of Life.